# Zigzo
Zigzo (estilizado como ZIGZO) é um supergrupo japonês de rock que iniciou suas atividades originalmente em 1999 e se separou em 2002. Após uma apresentação surpresa em 20 de novembro de 2011, Zigzo reiniciou oficialmente as atividades no ano seguinte, em 17 de março. Cada membro veio de uma banda proeminente da cena musical japonesa e isso os levou se tornarem conhecidos desde o início. O vocalista Tetsu veio do Malice Mizer, Ryo e Den faziam parte do By-Sexual e Sakura foi baterista do L'Arc~en~Ciel.

## Carreira
Em março de 1998 Sakura, que havia acabado de ser expulso do L'Arc~en~Ciel e dois ex membros da banda indie de punk rock By-Sexual, Ryo e Den, decidiram formar um novo projeto juntos. Em agosto eles completaram a formação recrutando o vocalista Tetsu Takano, da formação original do Malice Mizer. Iniciaram suas atividades em 1999 com o nome provisório Malice en Sex, mixando os nomes de suas bandas originais. O nome oficial Zigzo foi estabelecido pouco depois. Em julho, entraram numa grande gravadora e lançaram o single "Chi to Ase to Namida no Uragawa no Happy". Participaram do evento Shock Illusion '99 ao lado de bandas como Sex Machineguns e Lareine. Após a turnê The 1st Scene ZIGZO eles lançaram seu álbum de estreia Monster Music.
Eles se separaram após um último show em 16 de março de 2002. Até então, haviam lançado dois álbuns e oito singles. Tetsu posteriormente formou os grupos Nil e The JuneJulyAugust e abriu sua própria gravadora. Ryo e Den formaram as bandas Pt. e Test-No, enquanto Sakura se juntou a diversos outros projetos e se tornou produtor musical. Em maio de 2011, Ryo, Den e Sakura se uniram novamente, desta vez para reformar o By-Sexual como By-Sex. Após uma apresentação surpresa em 20 de novembro de 2011, Zigzo reiniciou oficialmente as atividades no ano seguinte, em 17 de março.
Em 20 de novembro de 2011, Sakura realizou um concerto comemorando seu aniversário no Shibuya O-West, onde cada membro se apresentou com suas  atuais bandas. No entanto, juntos eles realizaram um set surpresa como Zigzo e anunciaram que reiniciariam oficialmente as atividades em um show em 17 de março de 2012 no Akasaka Blitz intitulado The 2nd Scene Zigzo. No show eles lançaram um álbum que foi gravado em um ensaio no dia 6 de junho de 2011. Em 10 de outubro de 2012, eles lançaram seu terceiro álbum de estúdio The Battle of Love.
O álbum de greatest hits Got "S" and Dis-Star -Best of Zigzo-, lançado antes de sua separação, foi relançado em Blu-spec CD2 em 18 de setembro de 2013, com um DVD contendo videoclipes de todos os seus oito singles. A banda lançou seu primeiro EP True Impulse em 17 de julho, e três dias depois permitiu que os fãs os assistissem ensaiando em um evento especial na Tower Records em Shibuya. Eles também participaram do concerto beneficente sobre HIV/AIDS Hope and Live em 2013, que foi realizado de 26 a 28 de agosto no Club Citta.
Zigzo lançou o álbum Forever Young em 1º de julho de 2014, em comemoração ao seu décimo quinto aniversário. Inclui uma regravação do single "Himawari" de 1999. O álbum de regravações Zippy Gappy Zombies foi lançado em 1º de julho de 2019 para comemorar seu 20º aniversário. Vendido apenas em shows, inclui uma lista de faixas votadas pelos fãs e uma música nova. Seu quinto álbum completo, Across the Horizon, foi masterizado por Miya do Mucc e lançado em 20 de junho de 2021. Foi acompanhado por uma turnê nacional de mesmo nome.

## Membros
- Tetsu Takano (高野哲) – vocais, guitarra rítmica (ex-Malice Mizer, ex-Mega8Ball,→Nil, The JuneJulyAugust)
- Ryoji "Ryo" Okamoto (岡本竜治) – guitarra solo (ex-By-Sexual,→Pt.,→Test-No., By-Sex)
- Hiroyuki "Den" Onishi (大西啓之) – baixo (ex-By-Sexual, ex-Sister's No Future,→Pt.,→Test-No., By-Sex)
- Yasunori "Sakura" Sakurazawa (櫻澤泰徳) – bateria, líder (ex-L'Arc-en-Ciel,→Sons of All Pussys, Lion Heads, Creature Creature, Rayflower, By-Sex)

## Discografia

### Álbuns de estúdio
- Monster Music (1 de outubro de 1999), posição de pico na Oricon Albums Chart: 25°[16]
- Add9 Suicide (27 de setembro de 2000), 38°[16]
- The Battle of Love (10 de outubro de 2012), 46°[7]
- True Impulse (EP, 17 de julho de 2013)[7]
- Forever Young (1 de julho de 2014), 60°[7]
- Across the Horizon (20 de junho de 2021)

### Outros álbuns
- Got "S" e Dis-Star -Best of Zigzo- (1 de janeiro de 2002, álbum de greatest hits) 239° (relançamento de 2013)[7]
- 20110620 (17 de março de 2012, álbum de regravações vendido apenas em shows)
- Zippy Gappy Zombies (1º de julho de 2019, álbum de regravações vendido apenas em shows)
- Retake Best (2020 Ver.) (20 de junho de 2021, álbum de regravações vendido apenas em shows)

### Singles
- "Chi to Ase to Namida no Uragawa no Happy" (血と汗と涙の裏側のハッピー, 1 de julho de 1999), posição de pico na Oricon Singles Chart: 22°[17]
- "Himawari" (ひまわり, "Sunflower", 21 de agosto de 1999) 43°[17]
- "Splash!" (23 de fevereiro de 2000) 42°[17]
- "Tonight, I Will Fall" (21 de junho de 2001)  29°[17]
- "Walk" (20 de setembro de 2000) 33°[17]
- "The World Introduction" (1 de fevereiro de 2001) 48°[17]
- "Flow" (20 de junho de 2001) 43°[17]
- "Chelsea" (チェルシー, 21 de novembro de 2001) 61°[17]
- "Big Bang Boogie" (24 de novembro de 2017)